# Lucila Venegas
Lucila Venegas   (Guadalajara, 6 de gener de 1981) és una àrbitre internacional de futbol de Mèxic.
Venegas es va convertir en àrbitre de la llista de la FIFA el 2008.
És oficial de la Copa del Món Femenina de la FIFA 2019 a França.
L'octubre de 2020, va guanyar el Premi Nacional d'Esports de Mèxic.